# Meiocardia agassizii
Meiocardia agassizii är en musselart som beskrevs av Dall 1889. Meiocardia agassizii ingår i släktet Meiocardia och familjen Glossidae. Inga underarter finns listade i Catalogue of Life.